# Alfonso Carrasco Rouco
Alfonso Carrasco Rouco (Villalba, 12 de octubre de 1956) es un sacerdote católico español y obispo de Lugo desde 2007. Es sobrino del cardenal Antonio María Rouco Varela.

## Biografía

### Formación académica
Alfonso Carrasco Rouco estudió en Mondoñedo y Salamanca hasta 1975. Posteriormente, se trasladó a Friburgo (Suiza), donde obtuvo la licenciatura en Teología en 1980. Continuó su formación investigando en el Instituto de Derecho Canónico de la Universidad de Múnich.

### Sacerdocio
Fue ordenado sacerdote el 8 de abril de 1985 en la Diócesis de Mondoñedo-Ferrol. Entre 1985 y 1987, ejerció como profesor en la Universidad de Friburgo. En 1989, se doctoró en Teología en la misma universidad. 
Tras su doctorado, trabajó en la Diócesis de Mondoñedo-Ferrol hasta 1991, cuando se trasladó a Madrid. Allí fue profesor agregado del Instituto Teológico "San Dámaso" (actual Universidad Eclesiástica San Dámaso), donde fue nombrado catedrático en 1996. Ese mismo año, se convirtió en Consiliario del Centro de Madrid de la Asociación Católica de Propagandistas (AcdP).
Entre 1996 y 2000, ejerció como director del Instituto de Ciencias Religiosas y vicedecano de la Facultad de Teología San Dámaso. Fue Decano de la facultad hasta 2003.
Carrasco Rouco también colaboró con la Congregación para el Clero y formó parte de la Comisión Central del Tercer Sínodo Diocesano de Madrid. Además, fue miembro de la Comisión Teológica Asesora de la Conferencia Episcopal Española y del Consejo de Redacción de la Revista Española de Teología, así como del Consejo Asesor de Scripta Theologica.

### Episcopado
El 30 de noviembre de 2007, fue nombrado obispo de Lugo por el papa Benedicto XVI. Recibió la ordenación episcopal el 9 de febrero de 2008 en la Catedral de Lugo de manos de su tío, el cardenal Antonio María Rouco Varela, arzobispo de Madrid. Como co-consagrantes participaron Mons. Manuel Monteiro de Castro (entonces nuncio apostólico en España y Andorra) y Mons. Julián Barrio Barrio (arzobispo de Santiago de Compostela).
En la Conferencia Episcopal Española, es miembro de la Comisión Episcopal para la Doctrina de la Fe desde 2008, renovando su participación en 2014. También es miembro de la Comisión de Seminarios y Universidades.
Desde abril de 2022, ejerce como sustituto del representante de la Conferencia Episcopal Española en la Comisión de Episcopados de la Comunidad Europea (COMECE).